# جوزيف جان باتيست ألبرت
جوزيف جان باتيست ألبرت (بالفرنسية: Joseph Jean-Baptiste Albert)‏ هو ضابط فرنسي، ولد في 28 أغسطس 1771 في Guillestre ‏ في فرنسا، وتوفي في 7 سبتمبر 1822 في أوفنباخ أم ماين في ألمانيا.